# 卡伦·布勒斯高
卡伦·布勒斯高（丹麥語：Karen Brødsgaard，1978年3月10日—），丹麦女子手球运动员。她曾代表丹麦国家队参加2000年和2004年夏季奥林匹克运动会手球比赛，两届比赛均获得金牌。